# Ce qui me meut (entreprise)
 (septembre 2012).
Si vous disposez d'ouvrages ou d'articles de référence ou si vous connaissez des sites web de qualité traitant du thème abordé ici, merci de compléter l'article en donnant les références utiles à sa vérifiabilité et en les liant à la section « Notes et références ».
Pour les articles homonymes, voir Ce qui me meut.
Ce qui me meut motion pictures est une société française de production cinématographique, créée en 1997 par le réalisateur Cédric Klapisch.
La société intervient généralement au titre de la production déléguée des films réalisés par Cédric Klapisch. Surtout active dans le cinéma, la société a également produit du contenu télévisuel, notamment la série Dix pour cent.
Son nom reprend le titre d'un des premiers courts métrages de Klapisch, tourné en 1989.

## Filmographie
- 1998 : Sodomites, court métrage de Gaspar Noé : production
- 2000 : Princesses, de Sylvie Verheyde : production déléguée
- 2002 : Filles perdues, cheveux gras, de Claude Duty : coproduction
- 2002 : L'Auberge espagnole, de Cédric Klapisch : production déléguée
- 2002 : Ni pour, ni contre (bien au contraire), de Cédric Klapisch : coproduction
- 2004 : Casablanca Driver, de Maurice Barthélemy : coproduction
- 2005 : Une majorette peut en cacher une autre, court métrage de Lola Doillon : production déléguée
- 2005 : L'habit ne fait pas la majorette, court métrage de Lola Doillon : production déléguée
- 2005 : Faire contre mauvaise fortune, bonne majorette, court métrage de Lola Doillon : production déléguée
- 2005 : Les Poupées russes, de Cédric Klapisch : production déléguée
- 2006 : 2 Filles, court métrage de Lola Doillon : production
- 2007 : Ma place au soleil, d'Eric de Montalier : coproduction
- 2008 : Et toi t'es sur qui ?, de Lola Doillon : production déléguée
- 2008 : Paris, de Cédric Klapisch : production déléguée
- 2009 : Persécution de Patrice Chéreau : coproduction
- 2011 : Ma part du gâteau, de Cédric Klapisch : production déléguée
- 2013 : Casse-tête chinois, de Cédric Klapisch : production déléguée
- 2015 : Dix pour cent (série télévisée ; saison 1) de Fanny Herrero : coproduction
- 2016 : Le Voyage de Fanny de Lola Doillon : coproduction
- 2017 : Dix pour cent (série télévisée ; saison 2) de Fanny Herrero
- 2017 : Ce qui nous lie, de Cédric Klapisch : production déléguée
- 2018 : Les Confins du monde de Guillaume Nicloux, coproduction
- 2019 : Deux Moi de Cédric Klapisch : production déléguée
- 2022 : En corps de Cédric Klapisch : production déléguée
- 2023 : Salade grecque, série télévisée de Cédric Klapisch : coproduction
- 2025 : La Venue de l'avenir de Cédric Klapisch : production déléguée